# 못 잊어 (1982년 드라마)
《못 잊어》는 1982년 10월 23일부터 이듬해 4월 3일까지 방영된 문화방송 주말연속극으로, 출판사를 배경으로 하여 부와 사회윤리 속에서 진실한 애정을 찾아 방황하는 청춘 남녀들의 갈등을 그린 멜로드라마이다.

## 등장 인물
- 정애리, 이덕화, 전운, 나문희, 한인수, 오미연, 전양자, 정혜선, 김동현, 임영규, 최지원, 이미영

## 편성 변경
- 1982년
  - 12월 4일 : 1982년 아시안 게임 폐회식 중계방송으로 앞당겨 저녁 6시부터 방영
- 1983년
  - 1월 1일 : 신년 특집 〈'83 MBC 대축제〉 방송으로 결방
  - 1월 2일 : 신년 특집 드라마 《아들아 내 아들아》 방송으로 결방
  - 2월 27일 : 《수사반장》 600회 특집 〈천사여 날개를 펴라〉 방송으로 앞당겨 저녁 6시 50분부터 방영